# 쿠르트 바일

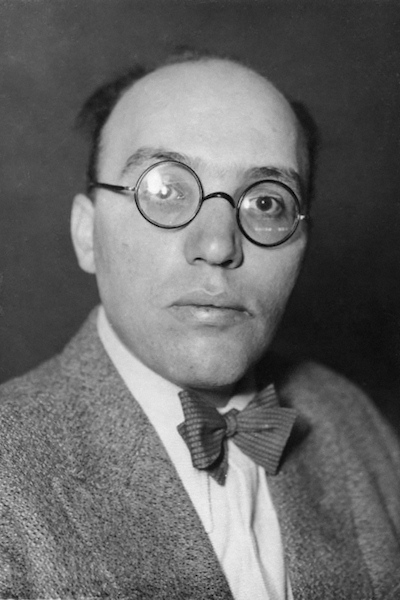
쿠르트 바일

쿠르트 바일(Kurt Weil, 1900년 ~ 1950년, 독일 데사우 출생)은 독일 출신 미국 작곡가이다. 베를린에서 훔퍼딩크, 부소니 등에게 사사하였다. 1926년 <중심인물>을 초연하고 혁신적인 오페라 작곡가로서 인정받게 되었다. 그 후 재즈의 영향을 받아 그 수법을 채용해서 대중적인 가극을 작곡하였다.
특히 1928년 베르톨트 브레히트와의 협업으로 만들어진 <서푼짜리 오페라>로 세계적으로 알려지게 되었다. 1933년, 유대계였기 때문에 나치에 의해 추방당해 프랑스로 망명하였고, 1935년엔 영국을 거쳐서 미국으로 건너가 정주하였다. 도미 후로는 뮤지컬과 영화음악 작곡도 했다. 극음악 외에 협주곡·실내악곡 등의 작품도 남겼다.